# Zygoballus sexpunctatus
Vous lisez un « bon article » labellisé en 2016.
Espèce
Synonymes
- Attus sexpunctatus Hentz, 1845

Zygoballus sexpunctatus est une espèce d'araignées aranéomorphes de la famille des Salticidae.
Elle est endémique des États du Sud des États-Unis. Elle peut y être trouvée dans divers types d'habitats herbeux.
L'adulte mesure entre 3 et 4,5 mm de longueur. Le céphalothorax et l'abdomen sont bronze à noir, et les pattes sont brun rougeâtre ou jaunâtres. Le mâle se caractérise par ses chélicères hypertrophiées et ses épais fémurs antérieurs. Comme chez beaucoup d'araignées sauteuses, les mâles adoptent des comportements nuptiaux particuliers pour approcher les femelles, ainsi que des comportements agonistiques quand ils sont confrontés à des rivaux. S'alimentant de petits insectes, elle est source de nourriture pour les larves de certaines guêpes maçonnes.

## Description

### Anatomie

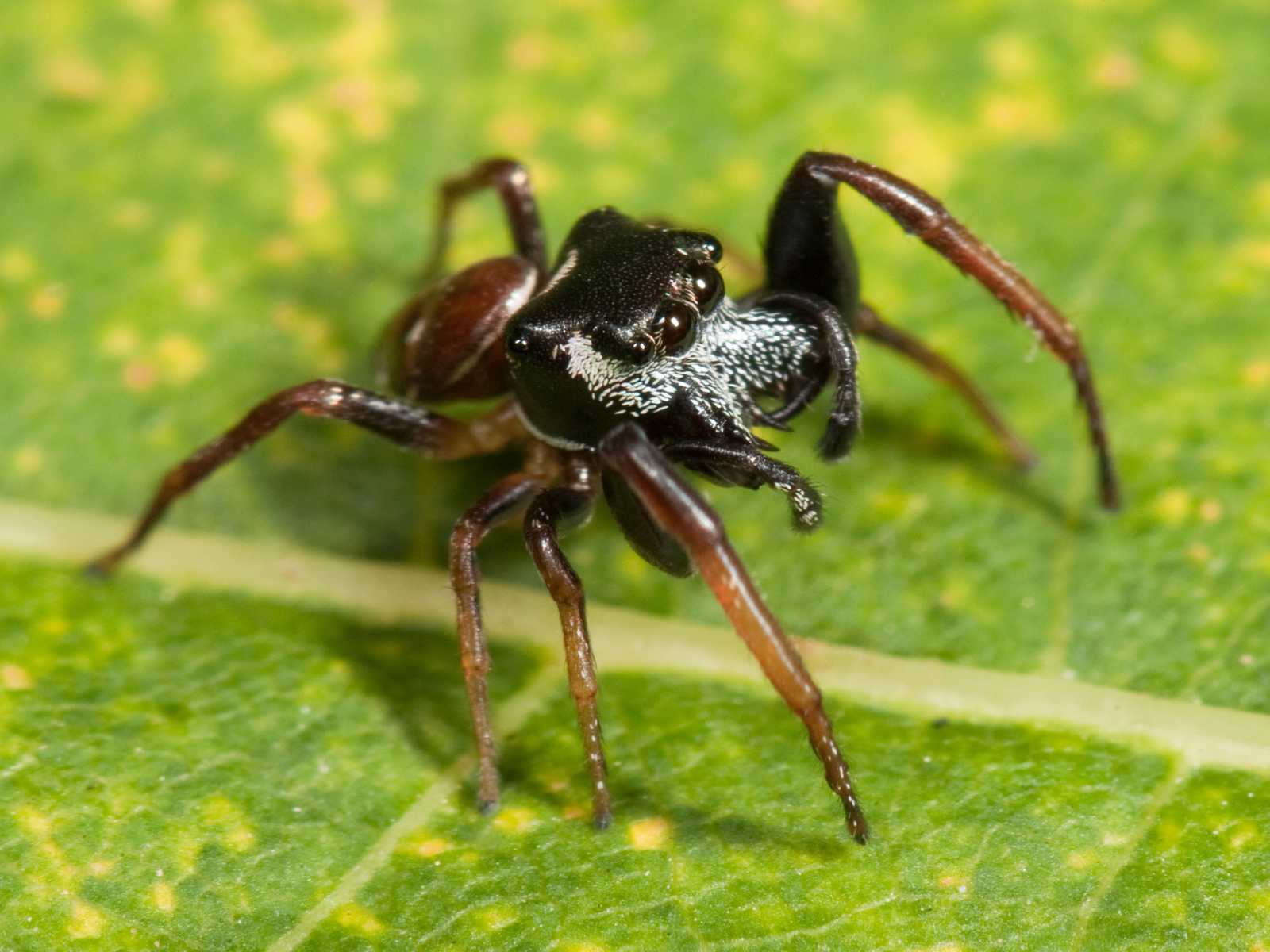
Mâle.

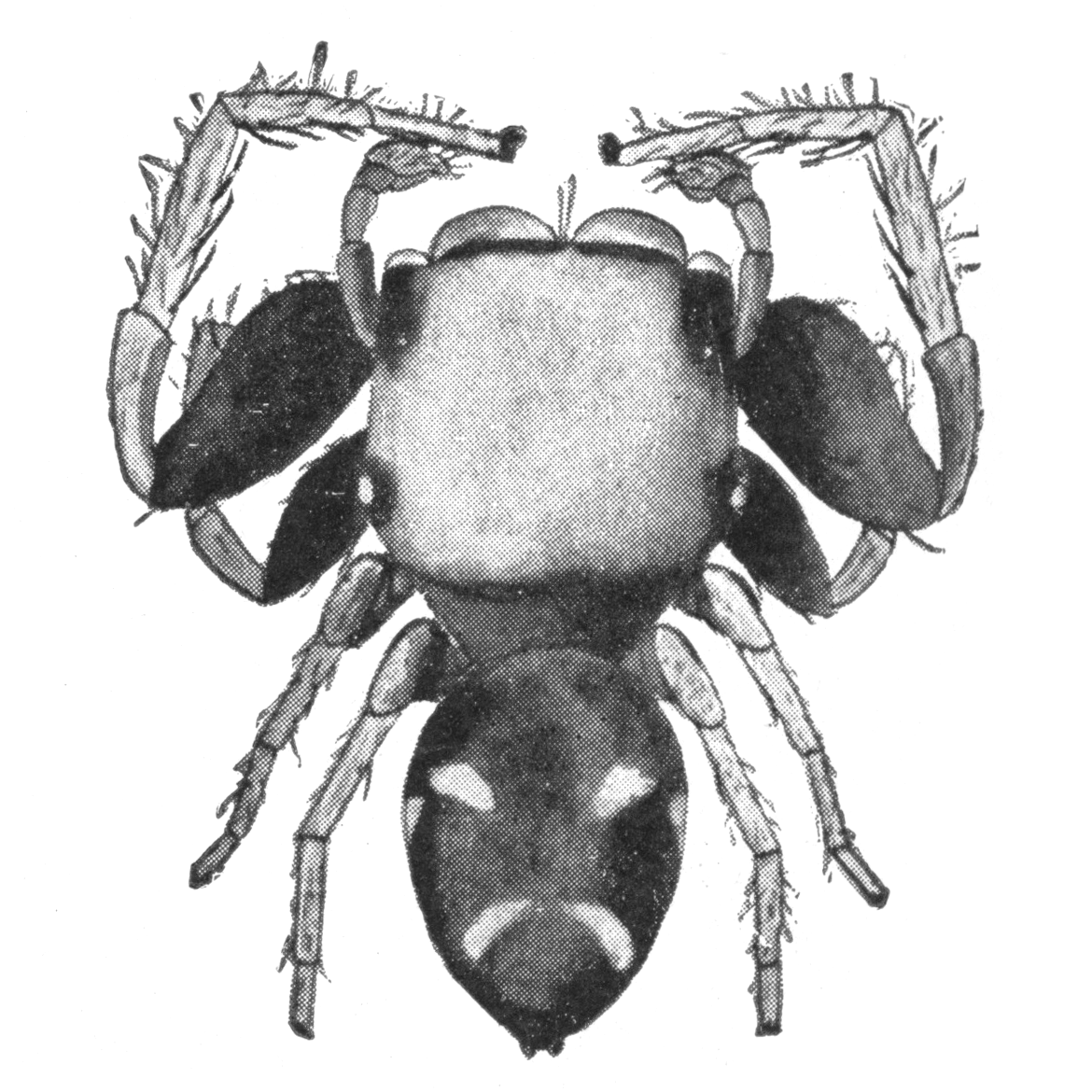
dessin de John Henry Comstock

Selon l'arachnologiste américain B. J. Kaston, le corps des femelles adultes mesure de 3,5 à 4,5 mm de longueur et celui des mâles de 3 à 3,5 mm de longueur. Dans une publication antérieure, les arachnologistes américains George et Elizabeth Peckham donnaient 3 mm pour les femelles et 3 à 4,5 mm pour les mâles. Le céphalothorax de Z. sexpunctatus est de couleur bronze à noir,, et comme chez toutes les espèces du genre Zygoballus, il a une forme cuboïdale et est le plus large au niveau des yeux latéraux postérieurs,. De nombreuses écailles blanches ou bleu pâle couvrent le clypéus et les chélicères,. Ce revêtement se prolonge sur les côtés de la carapace et se termine au-delà des yeux médians postérieurs. Chez le mâle, le labre est long comme les deux cinquièmes du maxillaire, et aussi large que long. Les chélicères du mâle sont hypertrophiées et orientées obliquement, et chacune porte une dent intérieure et un long crochet courbe. Les pattes sont de couleur brun rougeâtre, parfois jaunâtres, avec les fémurs de la première paire de pattes plus sombres et renflés, en particulier chez le mâle,. Les pattes antérieures ont trois paires de longues épines sur la face ventrale du tibia et deux paires d'épines sur le métatarse. Les Peckham donnent les mesures suivantes pour les pattes d'un individu mâle, en commençant par la paire antérieure : 3,7 mm, 2,2 mm, 2 mm, 3 mm. Chez la femelle, la quatrième paire de pattes est la plus longue. Le pédipalpe du mâle a une seule apophyse tibiale qui se rétrécit progressivement. L'abdomen est bronze à noir, avec une bande basale et deux bandes transversales blanches. Les bandes transversales sont souvent interrompues pour former six points. Une partie ou la totalité de ces points peuvent cependant manquer,.

Détails anatomiques
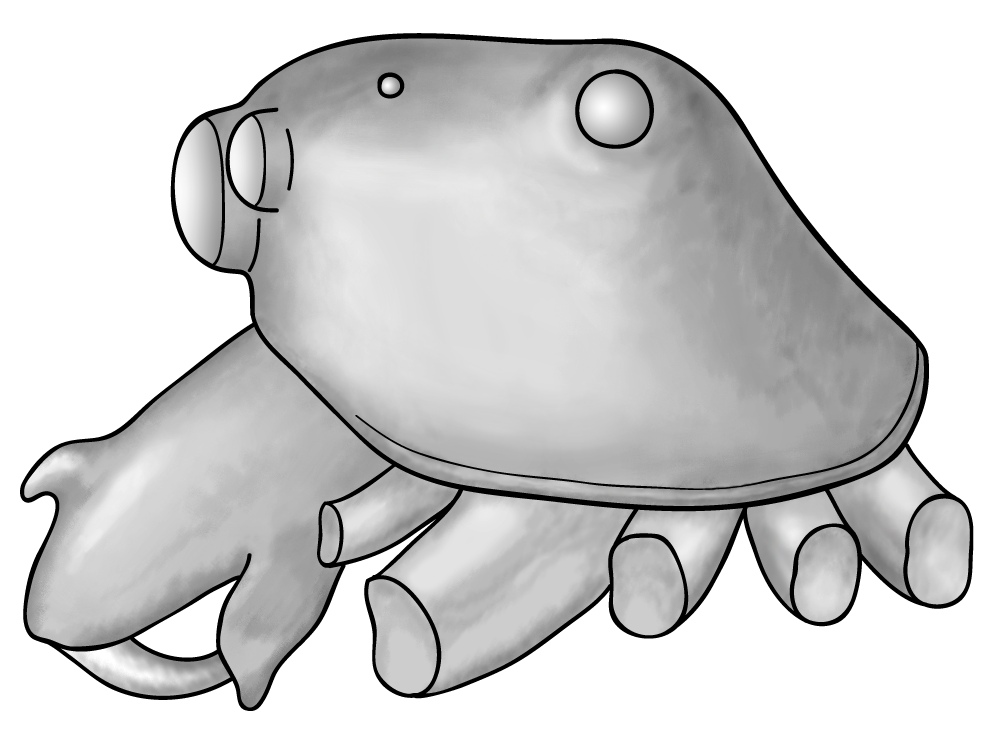
Carapace et chélicères du mâle.
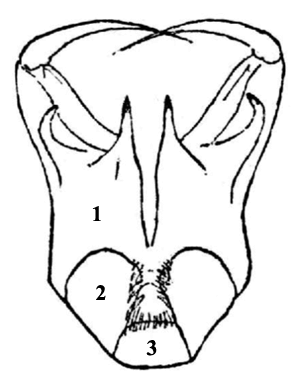
Pièces buccales.
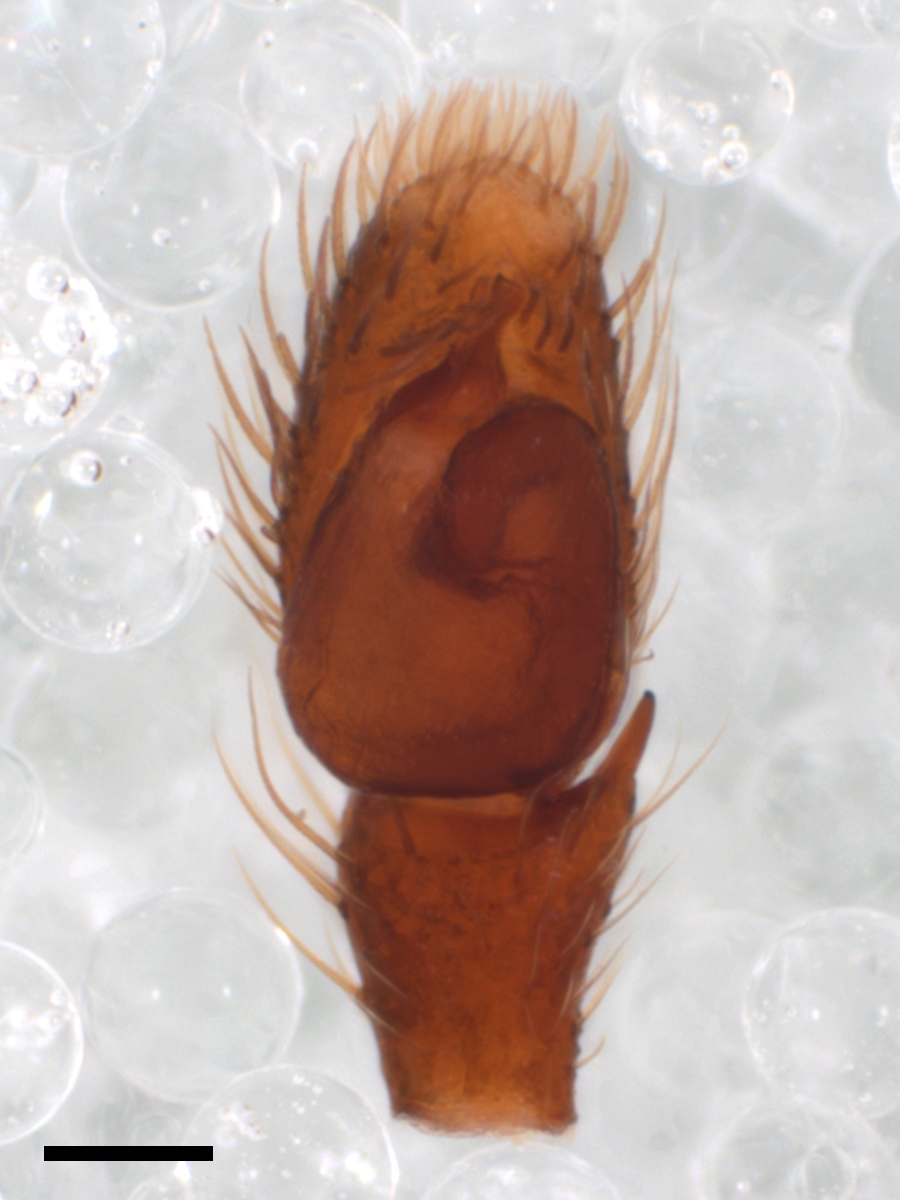
Pédipalpe mâle.
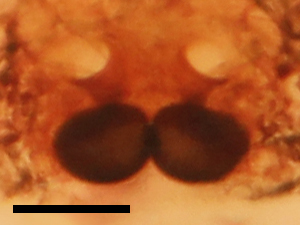
Épigyne.

### Espèces proches

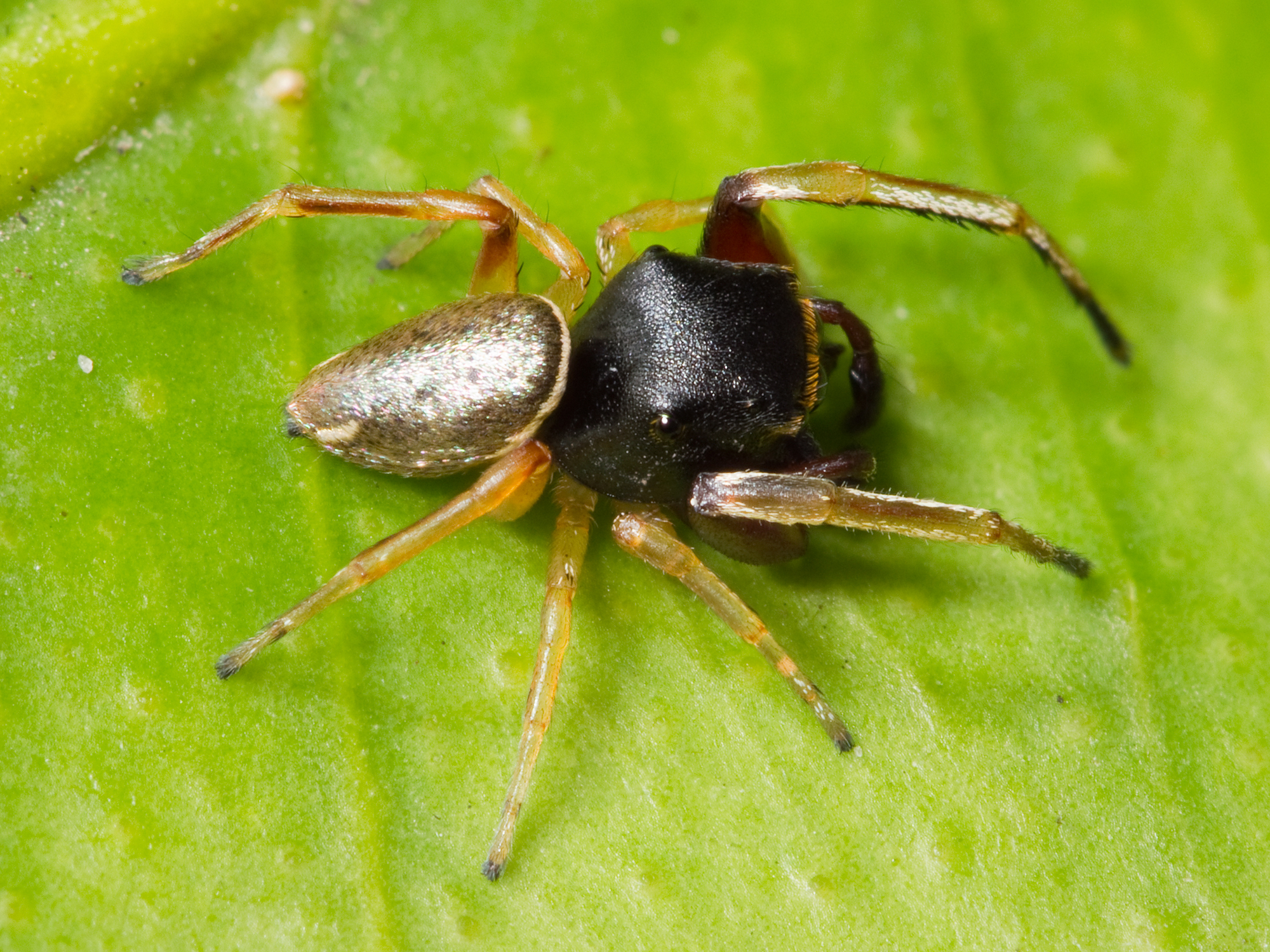
Zygoballus rufipes mâle.

Zygoballus sexpunctatus est d'apparence semblable à Zygoballus rufipes, espèce dont la répartition chevauche la sienne. Le mâle peut être différencié de Z. rufipes par la grande tache d'écailles blanches au début de la pente thoracique (qui manque chez Z. rufipes), et par la division longitudinale présente sur le bulbe du pédipalpe (quand Z. rufipes a une division transversale),. L'examen de l'épigyne (organes sexuels externes) est le meilleur critère pour distinguer les femelles de ces deux espèces.

## Distribution

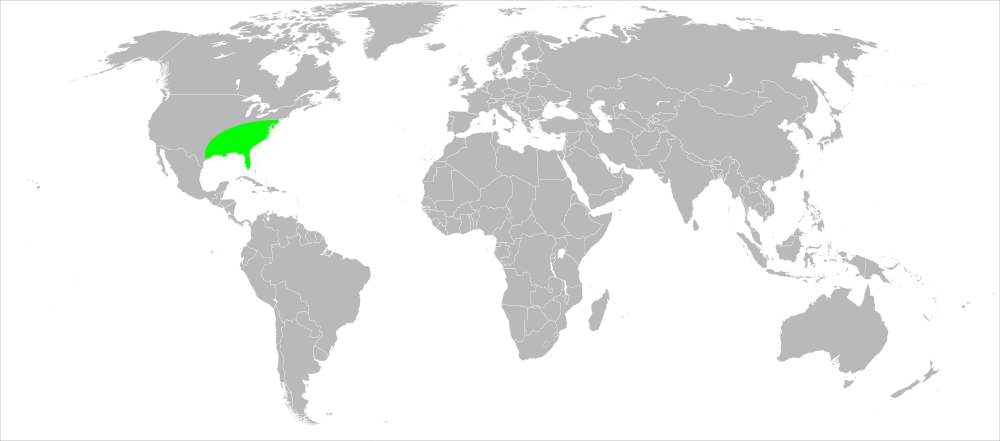
Répartition de Zygoballus sexpunctatus.

Cette espèce est endémique des États-Unis.
La répartition de l'espèce s'étend du New Jersey à la Floride et à l'ouest jusqu'au Texas, mais cette araignée est plus commune dans les États du Sud. Hentz a collecté le spécimen type en Caroline du Nord. En 1909, les individus mentionnés par George et Elizabeth Peckham proviennent de Caroline du Nord, de Floride, du Texas, de Louisiane et du Mississippi. D'après une prospection d'araignées dans l'ouest du Mississippi étalée sur sept ans, Z. sexpunctatus y est « peu commune » ; selon une autre étude menée sur un an dans le comté de Alachua (Floride), l'espèce y est « rare ».

## Habitat
Des spécimens ont été collectés dans différents habitats, dont d'anciens champs,, des forêts de terrasses alluviales, dans des écosystèmes pinifères, les broussailles de Floride (en), les forêts de pins d'Elliott, les Appalachian balds herbeuses et les champs de riz. Cette espèce est également signalée dans les champs de barbon (Andropogon spp.) à travers le sud-est du Piedmont. L'espèce se trouve généralement dans la strate herbacée (parmi les herbes et autres plantes basses) et peut être collectée avec un filet fauchoir.

## Écologie et comportement

### Reproduction

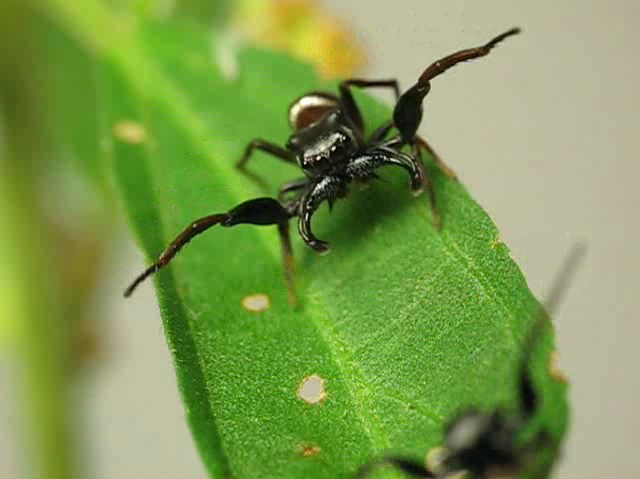
Comportement agonistique ritualisé entre deux mâles Zygoballus sexpunctatus.

Les mâles des espèces du genre Zygoballus sont connus pour présenter des parades élaborées. Quand un mâle se rapproche d'une femelle, il lève généralement sa première paire de pattes, écarte ces dernières, et fait vibrer son abdomen,. Si la femelle est réceptive, elle fait souvent vibrer son abdomen à son tour. Les comportements de cour peuvent cependant varier d'un individu à un autre. Le mâle Z. sexpunctatus présente également un comportement agonistique ritualisé lorsqu'il rencontre d'autres mâles de la même espèce. Ce comportement peut inclure un grand nombre d'éléments utilisés pour la cour, comme la levée des pattes antérieures et la vibration de l'abdomen. Lors des comportements agonistiques, les mâles étendent également leurs pédipalpes et leurs crochets. Les attaques fatales entre mâles semblent toutefois rares.
D'après une étude des populations d'araignées effectuée dans l'ouest du Tennessee, les jeunes Zygoballus sexpunctatus sortent de leurs sacs d'œufs en plein été. Les petites araignées passent l'hiver sous une forme immature et atteignent la maturité sexuelle vers la fin avril.

Différents stades de développement successifs
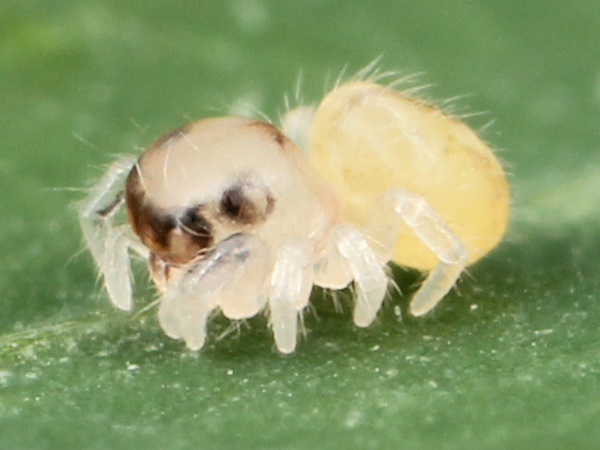
Stade larvaire
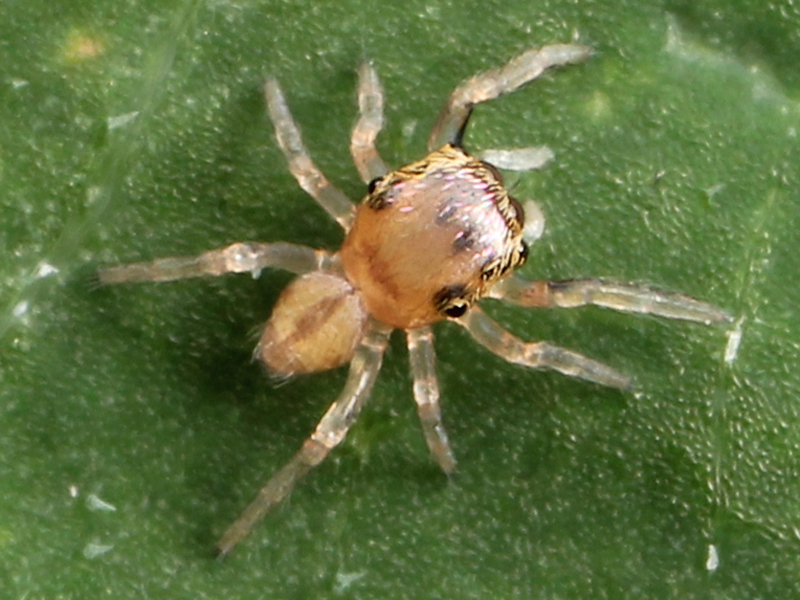
Après la première mue
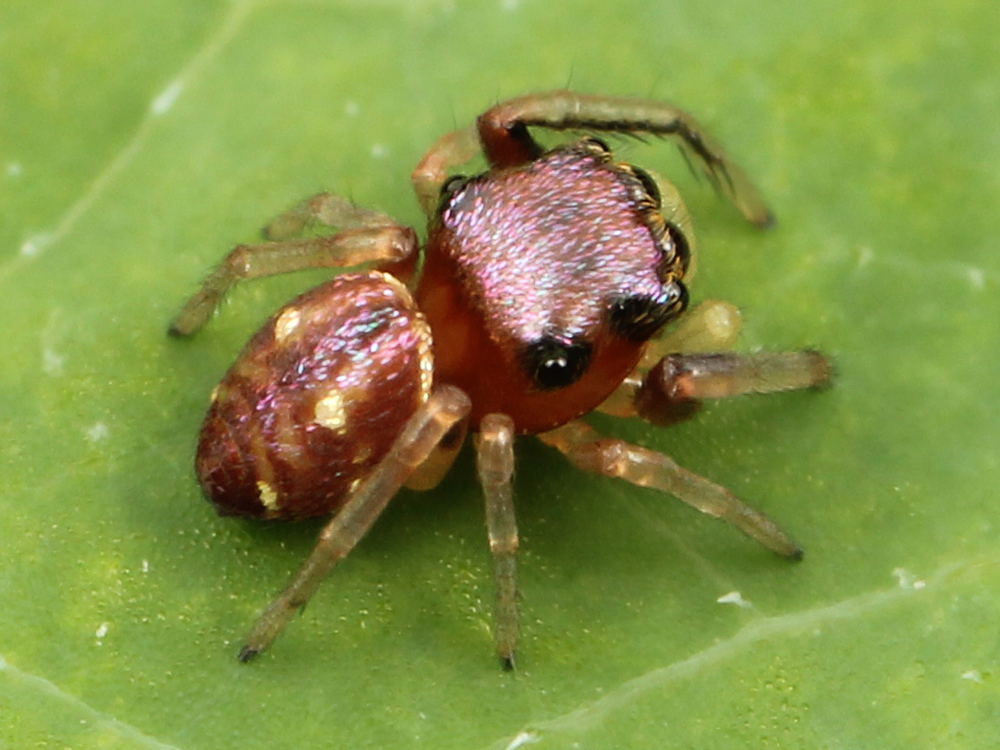
Mâle immature

### Alimentation
Comme la plupart des araignées, Zygoballus sexpunctatus est un chasseur opportuniste, se nourrissant d'un large éventail de proies invertébrées. Le régime alimentaire de cette salticide inclut notamment de petits insectes comme des pucerons et de jeunes chenilles,. Zygoballus sexpunctatus consomme également des moustiques et de nombreuses sortes de petites araignées,.

### Prédateurs
Certaines guêpes maçonnes qui capturent et paralysent des araignées comme source de nourriture pour leurs larves ont été observées en train d'attaquer mâles et femelles Zygoballus sexpunctatus.

## Systématique et taxinomie

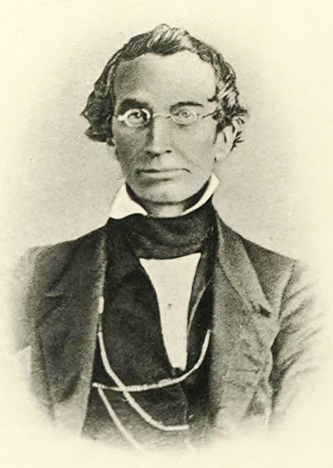
Portrait de Nicholas Marcellus Hentz, descripteur de l'espèce.

L'espèce est décrite par le naturaliste Nicholas Marcellus Hentz en 1845, sous le protonyme Attus sexpunctatus. Le nom de genre alors choisi est celui regroupant à l'époque l'essentiel des salticidae et aujourd'hui considéré comme synonyme de Salticus. La dénomination spécifique dérive du latin sex signifiant « six » et punctum pour « point », en référence aux six points généralement présents sur l'abdomen du mâle. Hentz classe A. sexpunctatus dans le groupe sub-générique des « Pugnatoriae » qui regroupe les salticidae dont la plus longue paire de pattes est la première paire, suivie de la quatrième. Ce regroupement, que Hentz qualifie lui-même de « quelque peu artificiel », finira par être abandonné. Le genre actuel, Zygoballus, est décrit en 1885 par le couple Peckham, qui y déplace en 1888 le taxon décrit par Hentz. Le nom de ce genre dérive d'une combinaison du mot grec ancien ζυγόν (Zygon) qui signifie « joug », et du nom du genre Ballus dont l'étymologie n'a pas été conservée, mais pourrait être liée au mot grec βαλλίζω (ballizo) qui signifie « danser » ou « sauter ». Le genre Zygoballus compte une vingtaine d'espèces réparties depuis les États-Unis jusqu'en Argentine. Hedin en  2001 le place dans la sous-famille des Dendryphantinae. Maddison en 2015 le place dans les Salticinae, Salticoida, Marpissoida, Dendryphantini, Dendryphantina.
Gastromicans sexpunctata, taxon décrit par Cândido Firmino de Mello-Leitão en 1945, a également été déplacé dans le genre Zygoballus, mais l'existence de Zygoballus sexpunctatus (Hentz, 1845) faisait de Zygoballus sexpunctatus (Mello-Leitão, 1945) un « nom préoccupé ». Pour ne pas contrevenir au principe d'homonymie du Code international de nomenclature zoologique, l'arachnologiste argentine María Elena Galiano, qui réalise le changement d'assignation générique, crée alors une nouvelle épithète spécifique, renommant l'espèce de Mello-Leitão en Zygoballus melloleitaoi Galiano, 1980.

## Publication originale
- Hentz, 1845 : Descriptions and figures of the araneides of the United States. Boston Journal of Natural History, vol. 5, p. 189-202 (texte intégral).